# Caio Lucas Fernandes
Caio Lucas Fernandes (født 19. april 1994) er en brasiliansk fodboldspiller.
Han har spillet for flere forskellige klubber i sin karriere, herunder Kashima Antlers.